# Логарифмічно угнута функція
В опуклому аналізі, невід'ємна функція f : Rn → R+ є логарифмічно угнутою (або лог-угнутою) якщо її область визначення є опуклою множиною, і якщо вона задовольняє нерівність
{\displaystyle f(\theta x+(1-\theta )y)\geq f(x)^{\theta }f(y)^{1-\theta }}
для всіх x,y ∈ dom f і 0 < θ < 1. Якщо f — строго додатна, це те саме, що сказати, що логарифм функції, log ∘ f, є угнутим; тобто,
{\displaystyle \log f(\theta x+(1-\theta )y)\geq \theta \log f(x)+(1-\theta )\log f(y)}
для всіх x,y ∈ dom f і 0 < θ < 1.
Прикладом лог-угнутих функцій є 0-1 індикаторні функції опуклих множин і функція Гауса.
Подібно, функція є лог-опуклою якщо вона задовольняє зворотній нерівності
{\displaystyle f(\theta x+(1-\theta )y)\leq f(x)^{\theta }f(y)^{1-\theta }}
для всіх x,y ∈ dom f і 0 < θ < 1.

## Властивості
- Лог-угнута функція, також є квазіугнутою. Це випливає з того факту, що логарифм є монотонною функцією, це означає, що його надрівневі множини (англ. superlevel set) {\displaystyle S_{\alpha }=\{x\in {\mbox{dom}}f|f(x)\geq \alpha \}} є опуклими.[1]
- Кожна угнута функція, яка є невід'мною на її області визначення є лог-угнутою. Однак, зворотнє твердження не завжди виконується. Прикладом може служити функція Гауса f(x) = exp(−x2/2), яка є лог-угнутою, оскільки log f(x) = −x2/2 є угнутою функцією від x. Але f не є угнутою оскільки друга похідна є додатною для |x| > 1:

{\displaystyle f''(x)=e^{-{\frac {x^{2}}{2}}}(x^{2}-1)\nleq 0}
- З двох попередніх пунктів, угнутість {\displaystyle \Rightarrow } лог-угнутість {\displaystyle \Rightarrow } квазіугнутість.
- Двічі диференційовна, невід'ємна функція з опуклою областю визначення є лог-угнутою тоді і тільки тоді, коли для всіх x, що задовольняють f(x) > 0,

{\displaystyle f(x)\nabla ^{2}f(x)\preceq \nabla f(x)\nabla f(x)^{T}},
тобто
{\displaystyle f(x)\nabla ^{2}f(x)-\nabla f(x)\nabla f(x)^{T}} є
від'ємно визначеною. Для функції однією змінної, ця умова спрощується до
{\displaystyle f(x)f''(x)\leq (f'(x))^{2}}

## Операції, що зберігають лог-угнутість
- Добуток лог-угнутих функцій також є лог-угнутою функцією. І справді, якщо f і g є лог-угнутими функціями, тоді log f і log g є угнутими за визначенням. Отже,

{\displaystyle \log \,f(x)+\log \,g(x)=\log(f(x)g(x))}
є угнутою, і звідси f g є лог-угнутою.
- Відособлені розподіли: якщо f(x,y) : Rn+m → R є лог-угнутою, тоді

{\displaystyle g(x)=\int f(x,y)dy}
є лог-угнутою.
- З цього випливає, що згортка зберігає лог-угнутість, оскільки h(x,y) = f(x-y) g(y) є лог-угнутою якщо f і g — лог-угнутими, і тому

{\displaystyle (f*g)(x)=\int f(x-y)g(y)dy=\int h(x,y)dy}
є лог-угнутою.